# Anaxarete

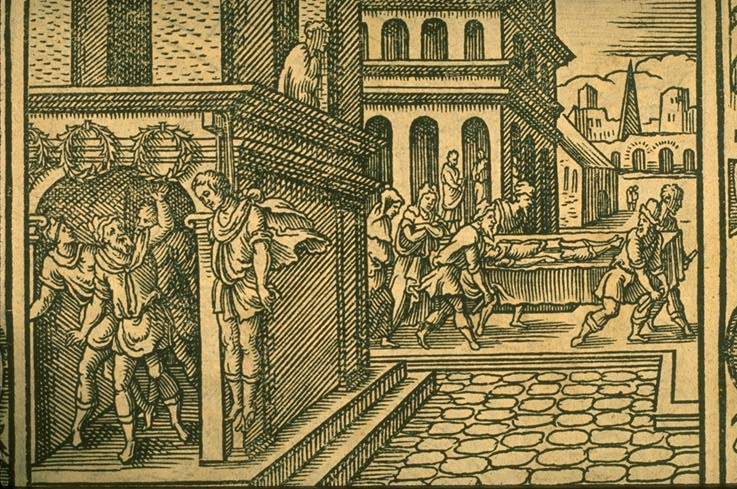
Iphis und Anaxarete illustriert von Virgil Solis

Anaxarete (altgriechisch Ἀναξαρέτη Anaxarétē) ist in der Griechischen Mythologie ein zypriotisches Mädchen aus der Familie des Teukros.
Sie wies die Liebe des Hirten Iphis hochmütig und grausam zurück. Er flehte vergeblich und erhängte sich schließlich vor ihrer Tür. Anaxarete aber blieb ungerührt, so dass Aphrodite sie in einen Stein verwandelte.
Es handelt sich dabei um eine hellenistische Legende um die ungewöhnliche Haltung des Kultbildes der Göttin im Tempel von Salamis zu erklären. Antoninus Liberalis 39 erzählt dieselbe Geschichte, nur dass er das Mädchen Arsinoe nennt, den verschmähten Liebhaber Arkeophon; bei Plutarch, Amatorius 20,12 trägt das Mädchen den Namen Leukomantis, der Junge den Namen Euxynthetos.